# نانو سیلیس
اصطلاح نانو از کلمه یونانی nanos به معنای «کوتوله» است. نانو متر، یک میلیاردم یک متر است. این شاخه علم و فناوری مربوط به مواد دارای دست کم یک بعد فضایی در محدوده اندازه ۱ تا ۱۰۰ نانومتر است. از تعاریف ریچارد فاینمن (برنده جایزه نوبل فیزیک، ۱۹۶۵) اغلب برای معرفی مفهوم فناوری نانو استفاده می‌شود. به اندازه ی ذرات سیلیس زیر ۳۰۰ نانو متر ، نانو سیلیس گویند. اندازه ی سیلیس بالای این مقدار اصطلاحا ساب ماکرون (زیر میکرون) گفته میشود.
نانوسلیس به دلیل افزایش استحکام مکانیکی رزین های کامپوزیتی مورد توجه قرار گرفته است. اندازه ذرات بر استحکام و صافی سطح تأثیر می گذارد ، و در بیشتر مطالعات از دامنه ۵ تا ۲۰۰ نانومتر استفاده می شود. مقدار  شفافی سطح نیز ارتبط مستقیم با اندازه ذرات دارد. اندازه ذرات بیش از ۱۰۰ نانومتر باعث پراکندگی نور مرئی و کاهش شفافیت می شود. همچنین سطح ویژه ی بالای ذرات نانو موجب ایجاد انرژی سطحی بالا و تعلیق موثر نانو ذرات سیلیس در محلول های آبی و غیر آبی میشود. لازم به ذکر است که ذرات سیلیس در ماهیت شیمیایی خود امکان انحلال در حلال های آبی و بسیاری از حلال های مرسوم غیر آبی را ندارند و این ویژگی تعلیق پایدار ذرات نانو سیلیس در بسیاری از مصارف صنعتی مورد توجه است.
ذرات نانو سیلیکا در بسیاری از حوضه‌ها از جمله سیستم‌های دارو رسانی، کاتالیزور، درمان زیستی، عکس برداری از موجود زنده، رنگ نگاری، حسگرها، زره‌های مایع و به عنوان پر کننده در مواد کامپوزیتی جایگاه خود را پیدا کرده‌است. روش تولید ذرات متخلخل و معلق سیلیکا توسط هیدرولیز TEOS، برای اولین بار در سال ۱۹۶۸ میلادی گزارش شد. بعدها غلظت TEOS، محیط قلیایی و آب در رابطه با اندازهٔ نانو ذرات سیلیکای به دست آمده مورد مطالعه قرار گرفت. همچنین شکل و اندازه ذرات سیلیکا می‌تواند توسط پارامترهای واکنش از جمله زمان، دما و غلظت محلول کنترل شوند. علاوه بر TEOS برای تولید ذرات سیلیکا می‌توان از محلول سیلیکات سدیم استفاده کرد. پوستهٔ برنج، سبوس برنج، خاکستر تفاله و خاکستر نیمه سوختهٔ کاه از جمله مواد دور ریختنی هستند که می‌توانند در تولید محلول سیلیکات سدیم مورد استفاده قرار گیرند. ذرات سیلیکات سدیم توسط اسیدها مانند اسید هیدروکلرید به عنوان رسوب دهنده، از محلول سیلیکات سدیم رسوب می‌کنند. از دی‌اکسید کربن هم به عنوان رسوب دهنده می‌توان استفاده کرد.

## ساختار
نانو سیلیس عموما دارای ساختار بی شکل (آمورف) و توخالی (مزوپوروس) است . در برخی موارد ساختار کریستالین نانو سیلیس قابل حصول است که معمولا تشخیص آن از تست های اشعه ایکس غیر ممکن است. نانو ذرات سیلیس بنا بر انرژی آزاد گیبس به شدت تمایل به آگلومره شدن (به هم چسبیدن ) دارند. بهترین شکل ذرات برای نانو ذرات سیلیس جهت تعلیق کروی است. این شکل کروی توسط سنتز در محیط آمونیاک قابل دسترسی‌است. عمده ی ذرات نانو سیلیس برای مصارف صنعتی  دارای تک سایز (تعلیق) دو سایز آبگریز (جدایش نفت و آب ) استفاده می‌شود.

## ویژگی‌ها
نانوذرات سیلیکون دی‌اکسید که همچنین به عنوان نانوذرات سیلیکا یا نانو سیلیس شناخته می‌شود، اساس تحقیقات در زمینه زیست پزشکی است که این به دلیل ثبات مولکولی، سمی بودن کم و توانایی آن‌ها در برقراری پیوند با طیف وسیعی از مولکول‌ها و پلیمرها است. در بسیاری از مطالعات تجربی که پیرامون استفاده از سوسپانسیون‌های کلوئیدی ماده به شکل محلول آبی و محلول اروسل، مطلوب است که فاز معلق شامل ذرات همگن، هم شکل و هم اندازه باشد. تعلیق این چنینی ذرات معلق، دارای مزایای تجربی و نظری زیادی است. این ذرات نه تنها روند کالیبراسیون را برای تجهیزات تحلیلی آسان می‌کنند، بلکه ساده‌سازی داده‌ها، ارزیابی و تفسیر آزمایش‌هایی که برای بررسی خواص فیزیولوژیکی یا اثرات فیزیولوژیکی کلوئیدها و اروسل‌ها را آسان می‌کنند. در این حالت توزیع اندازه ذرات و شکل ذرات بر نتایج تأثیر گذار نخواهد بود. برخی از سوسپانسیون‌های معلق که از ذرات در محدوده اندازهٔ کلوئیدی تشکیل می‌شوند در شکل کروی و طبیعی همراه با پلیمر زیادی هستند. در زمینه‌های اروسل، از آنها در درجه اول به عنوان مواد مدل و به هدف کالیبراسیون استفاده می‌شود. مبدل‌هایی که مولکول‌های معلق ذره را از مواد محلول یا فرار تولید می‌کنند در مطالعات مختلف اروسل استفاده می‌شوند.
جدول ۱ خواص شیمیایی نانو ذرات سیلیکا
| SiO2                                     | فرمول شیمیایی       |
| ۷۶۳۱-۸۶-۹                                | شماره CAS           |
| Si 14 O 16                               | گروه                |
| Silicon [Ne] 3s2 3p2 Oxygen [He] 2s2 2p4 | ساختار الکترونی     |
| Si 46.83 O 53.33                         | درصد عنصری در ترکیب |
| 2.4 g/cm3                                | چگالی               |
| 59.96 g/mol                              | جرم مولی            |
| ۱۶۰۰°C                                   | نقطه ذوب            |
| ۲۲۳۰°C                                   | نقطه جوش            |

## نحوه ساخت
سیلیکا به شکل‌های مختلف در محصولاتی متنوع استفاده می‌شود، از جمله پودر سیلیکا، سیلیسیم ژل، سیلیس فوم، سیلیکا اروژل و غیره. پودر سیلیکا در بسیاری از کاربردها مانند پایه‌های از کاتالیزورها یا جاذب به علت داشتن مقاومت شیمیایی بالا و پایداری حرارتی خوب و نیز سازگاری با بسیاری از مواد استفاده می‌شود همچنین، یک ماده منحصر به فرد در صنعت است. اروژل سیلیکا با خواص آب گریزی می‌تواند به عنوان جاذب برای حذف ترکیبات آلی از محلول‌های آبی یا کاتالیزورها با پراکندگی خوب در فاز چربی (نفت) استفاده شود. تکنیک‌های بسیاری برای تولید این مواد سیلیسی وجود دارد، از جمله خشک کردن فوق بحرانی، روش سل ژل، واکنش فاز بخار و تکنیک تجزیه حرارتی. از میان این روش‌ها، روش سل ژل یک روند مناسب و اقتصادی برای سنتز مواد سیلیس است. در فرایند سل-ژل می‌توان با تغییر شرایط آزمایش مانند نسبت آب به ماده مولکولی، نوع کاتالیزور یا پیش فراورده، ویژگی‌های سطح و اندازه ذرات را کنترل می‌توان کرد. زمان و دمای ژله ای شدن و پیر شدن عامل مهمی برای خواص مواد سیلیسی هستند. با روش سل ژل، سیلیس با ساختار شبکه‌های متفاوت می‌تواند توسط واکنش تجزیه آبی و واکنش‌های تراکم با اکسیدهای قلیایی به عنوان پیش فراورده به دست آید. هرچند اکسید قلیایی به عنوان پیش فراورده از نظر سمی بودن و هزینه قابل قبول نیست.
یک فرم تجاری سیلیس بسیار پراکنده توسط افزایش تتراکلرید سیلیسيم در مشعل هیدروژن شامل ذرات اولیه سیلیکا با ابعاد کمتر از ۰/۱میکرون تولید شد، اما آنها به خوشه‌های درشت و ناهموار تقسیم شدند که باعث شد حالت تعلیق بسیار ضعیف بشود.
تحقیقات استوبر و فینکبه منظور بررسی امکان تولید سوسپانسیون‌های مضاعف کننده سیلیکا در محدوده اندازه ذرات کلوئیدی صورت گرفت. چنین موادی را می‌توان در مطالعات هیدروسل و اروسل استفاده کرد. به همین دلیل، محصول این تحقیقات به ویژه برای استفاده در زمینه پزشکی قابل بررسی بود.
آزمایش‌ها براساس این واقعیت بود که ذرات سیلیس را می‌توان با واکنش شیمیایی تترا استرهای قلیایی سیلیکات با حلال‌های مخصوص تولید کرد. در سال ۱۹۵۶، کلبه تشکیل ذرات سیلیس را با واکنش تترا اتیل سیلیکات در محلول الکلی با آب در حضور برخی از پایه‌ها توصیف کرد. با واکنش‌های بسیار خالص، او چندین واکنش آهسته انجام داد که منجر به تشکیل ذرات سیلیس کروی گردید.
با توجه به رشد روزافزون در سطوح فوق آب گریز، برنامه‌های کاربردی بیشتری در سال‌های اخیر ظهور کرده و بیشترین جذابیت آن در مورد جداسازی نفت و آب است که مقیاس‌های صنعتی به خود گرفته‌است. تمایل به تحقیق در این زمینه وقتی که مسائل زیست‌محیطی به میان می‌آید شدیدتر می‌شود. آب‌های روغنی نانو ذرات سیلیکا سنتز شده از فرایند سل ژل، مزایای بسیاری از قبیل سهولت فرایند توجه به حضور گروه‌های سیلانول، از نظر هزینه مقرون به صرفه و سازگار با انواع مختلف زیر پایه هاست.

## کاربرد
از نانو ذرات سیلیکا در موارد زیر استفاده می‌شود
- به عنوان یک پر کننده تقویتی برای بتن و سایر مصالح ساختمانی
- به عنوان یک پلتفرم پایدار و غیر سمی جهت کاربردهای زیست پزشکی مانند برگردان دارویی و تشخیص درمانی
- به عنوان یک ماده مقاوم در برابر اشعه UV
- برای ساخت جوهر چاپ، شیشه و سرامیک خود تمیز شونده، غلاف و …
- ساخت لوازم آرایشی از جمله کرم ضدآفتاب، کرم شب و روز، کرم سفید کننده، کرم‌های پوستی و…

نانو سیلیس به سه شکل پودر، ژل و کلویید در صنایع رنگ به عنوان مات کننده، افزایش دهنده غلظت و افزایش دهنده مقاومت محیطی و خواص سایشی استفاده می‌شود. نانو سیلیس کاملاً شفاف است و می‌تواند در پوشش‌های شفاف مورد استفاده قرار گیرد. همچنین می‌تواند در صنعت لاستیک به عنوان پرکننده استفاده شده و استحکام و طول عمر لاستیک را افزایش دهد. این جایگزینی علاوه بر حذف مشکلات زیست‌محیطی دوده، مصرف انرژی جهت حرکت و میزان صدای ناشی از حرکت را کاهش می‌دهد. نانو سیلیس در سازه‌های بتنی و ترکیبات سیمانی، مقاومت محیطی بتن نهایی حاصل را افزایش می‌دهد. استفاده از این ماده همچنین باعث بهبود خواص سایشی و استحکام ترکیب در کنار کاهش نفوذپذیری و کاهش حجم خشک سیمان می‌شود.
کاربرد دیگر نانوذرات، در عایق‌های حرارتی و عایق‌های الکتریکی است. با اعمال شرایط خاص، می‌توان از این ذرات که به صورت پودر هستند، ساختارهای متخلخل به دست آورد. ساختار متخلخل کاربردهای جالبی دارد و از جمله می‌توان از آنها به عنوان تصفیه کننده استفاده کرد. امروزه توانسته‌اند از نانوپودر سیلیس با توزیع اندازة ذرات کم، پولیشرهای مکانیکی و شیمیایی تولید کنند. در این روش، مشکلاتی که در پولیش سطوح با استفاده از اسیدها و پولیشرهای دیگر وجود داشت، رفع شده‌است.
سیستم کلوئیدی، یعنی محلول حاوی ذرات پراکندة سیلیس با اندازه‌ي 1 تا 1000 نانومتر، در صنایع مختلف از جمله در رنگدانه‌ها و کاتالیزورها و باتری‌ها کاربرد دارد. همچنین از نانوذرات سیلیس می‌توان برای سختی و استحکام پوشش‌های صنعتی استفاده کرد. یکی دیگر از زمینه‌های کاربرد این نانوذرات می‌تواند داروها و لوازم آرایشی و بهداشتی باشد.
افزودن نانوسیلیس به مخلوط بتن باعث می‌گردد SiO2 فعال آن با محلول هیدروکسید کلسیم Ca(OH)2 آزاد موجود در منافذ مویین بتن ترکیب گردد و بلور سیلیکات کلسیم نامحلول تولید نماید و در نهایت باعث تراکم ساختار خمیر سیمان و کاهش نفوذپذیری و افزایش مقاومت بتن گردد. از جمله این مزایا می‌توان به افزایش مقاومت فشاری و خمشی و کششی بتن، افزایش مقاومت بتن در برابر فرسایش، کاهش قابل توجه نفوذپذیری بتن، جلوگیری از نفوذ یون کلر و سولفات‌ها و سایر مواد شیمیایی مخرب به داخل بتن اشاره کرد.
بسته به نوع فلز و محیط اطراف آن، پوشش‌های مقاوم در برابر خوردگی، میزان خوردگی را کاهش می‌دهند. سیلیکا به واسطه دارا بودن الکترون‌های آزاد بسیار کم، مقاومت عالی در برابر خوردگی، پایداری گرمایی و رسانایی کم، یک ماده عالی ضد خوردگی به‌شمار می‌رود. بی‌اثر بودن و هزینه پایین تولید سیلیکا باعث می‌شود از آن به‌عنوان یک پرکننده و عامل افزایش حجم مناسب برای رنگ یاد شود. اضافه کردن سیلیکا به رنگ، بدون اثر گذاشتن بر روی رنگ، بافت باکیفیتی را در آن ایجاد می‌کند و باعث جان گرفتن رنگ می‌شود